# 樫尾忠雄
樫尾 忠雄（日语：かしお ただお，羅馬拼音：Kashio Tadao，1917年11月26日—1993年3月4日），生於日本高知縣南國市，企業家，卡西歐公司的創辦者。

## 生平
其父樫尾茂。樫尾忠雄為家中長子，在高知縣出生，在5歲時全家搬到東京都。在國中畢業後，為負擔家計，成為一名機械工。以自己的努力，進入早稻田工手學校（早稻田大學的前身）就讀，同時在軍工廠工作。
1945年，日本投降，第二次世界大戰結束。
1946年，在東京都三鷹市，樫尾忠雄創立了樫尾製作所，從事精密機械加工。1950年開始，樫尾忠雄開始研發電子計算機。1954年12月，製造出原型機。1957年6月，卡西歐14-A型（日语：カシオ14-A型）開始發售，這是世界上第一個沒有齒輪、純電子的商業型計算機。同年，樫尾製作所改組為卡西歐計算機株氏會社。
1988年，樫尾忠雄卸任社長，由其弟接任。